# Собор (праздник)

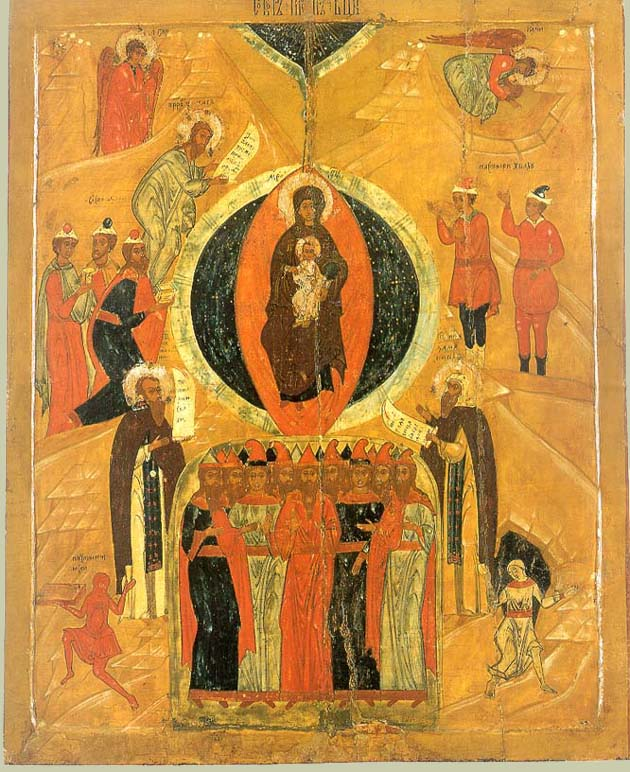
Икона Собор Пресвятой Богородицы
(Русский север, конец XVII века)

Собо́р, собо́р святы́х (греч. σύναξις τον αγίων) — один из христианских церковных праздников, составляющих две группы. Первую группу составляют праздники, посвящённые отдельно Богородице, Архангелу Гавриилу, Иоанну Предтече. Праздники второй группы — многочисленные праздники, посвященные прославлению святых, взятых в некоторой совокупности (выделяемой территориально или исторически, по признаку места, монастыря или гонения).

## Историческая справка
Собор архистратига Михаила, праздник православной церкви в честь почитаемых небесных бесплотных сил во главе с архангелом Михаилом, был установлен решением Лаодикийского собора, который собирался за несколько лет до Первого Вселенского собора и осудил как еретическое поклонение ангелам как творцам и правителям мира.
Собор двенадцати апостолов, который празднуется 30 июня (13 июля), в Восточной Церкви известен с V—VI веков. Он стал своего рода образцом для последующего развития традиции празднования соборов святых.
Собор трёх святителей, день совместной памяти Василия Великого, Григория Богослова и Иоанна Златоуста, начал отмечаться с XI века, хотя память каждого из них по отдельности отмечали и ранее. Согласно церковному преданию, в царствование византийского императора Алексея Комнина, в 1084 или 1092 году, в Константинополе разгорелся спор о том, кто из святителей выше, и тогда Василий Великий, Григорий Богослов, Иоанн Златоуст явились в видении Иоанну Мавроподу, митрополиту Евхаитскому, известному составителю канонов святых и, заявив о своем равенстве перед Господом, повелели праздновать их память в один день.
Празднование соборов святых отдельных епархий Русской Православной Церкви в большинстве своём появилось сравнительно недавно, в последние десятилетия.

## Дни памяти отдельных святых
Таковы Собор Пресвятой Богородицы, Собор Иоанна Предтечи, Собор Архангела Гавриила.
Их называют так, поскольку в эти дни «верующие собираются, чтобы прославить Пресвятую Богородицу, Иоанна Предтечу или архангела Гавриила».
- Собор Пресвятой Богородицы — 26 декабря (8 января).
- Собор Иоанна Предтечи — 7 (20) января.
- Собор Архангела Гавриила — на следующий день после Благовещения, то есть 26 марта (8 апреля), а также 13 (26) июля.

Собор Архистратига Михаила и прочих Небесных сил бесплотных в эту группу не входит, поскольку в этот день, как ясно из полного названия праздника, почитают память не одного лишь Архангела Михаила, но всех ангелов.

## Дни совместной памяти многих святых

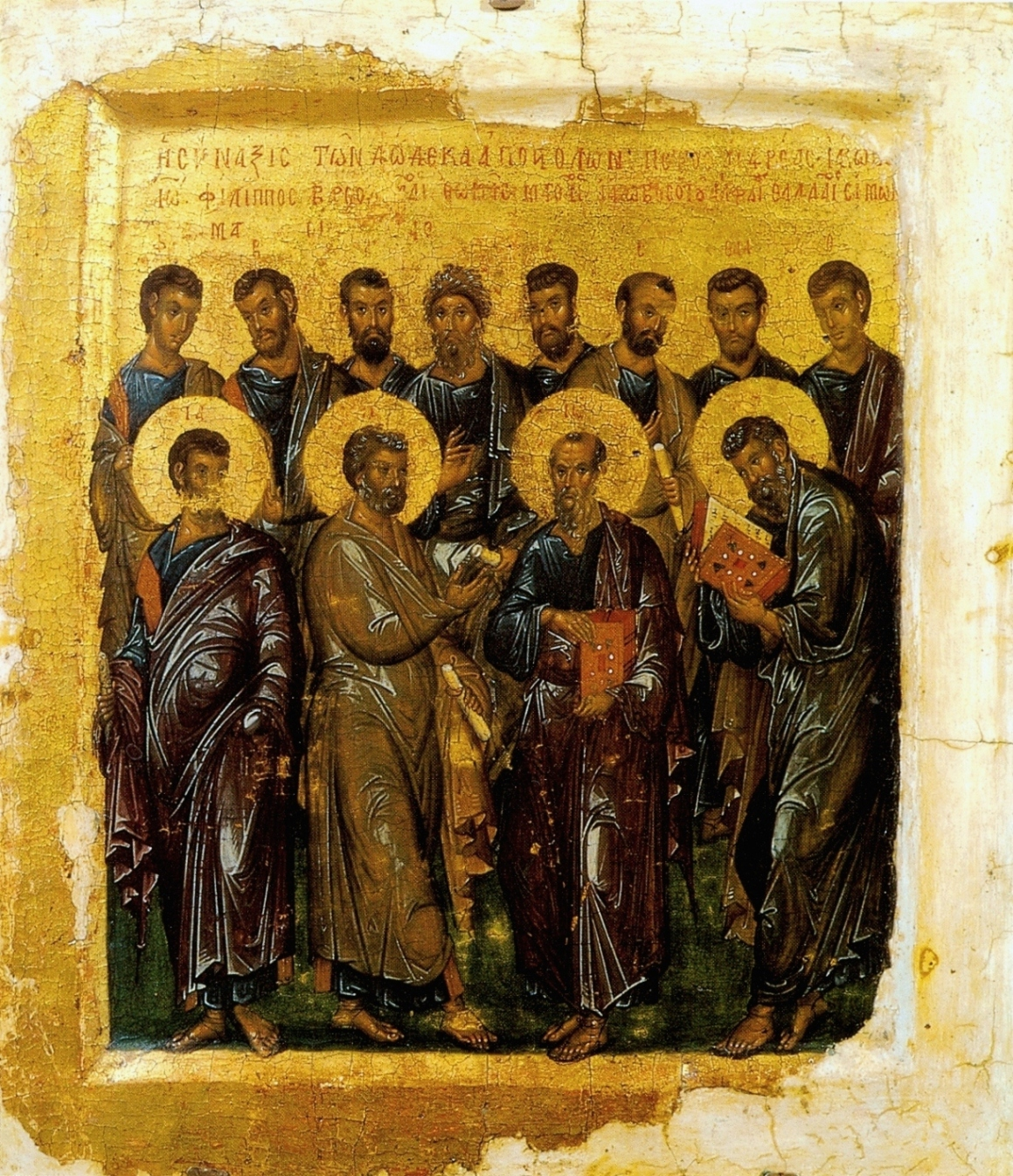
Собор Двенадцати Апостолов (византийская икона, начало XIV века)

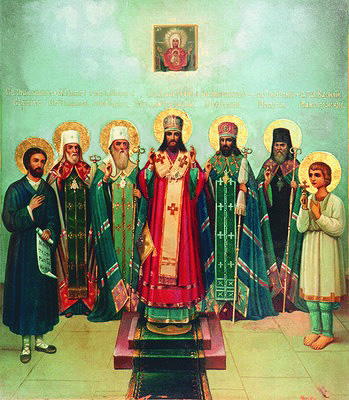
Собор Сибирских святых

Соборы святых можно разделить по календарному признаку на две группы — непереходящие праздники, то есть закрепленные за определённой датой церковного календаря, и праздники без фиксированной даты, для простоты именуемые здесь переходящими праздниками.

## Календарный список

### Непереходящие праздники
- Собор семидесяти апостолов — 4 января (17 января)
- Шестой Вселенский Собор — 23 января (5 февраля)
- Собор Костромских святых — 23 января (5 февраля)
- Собор Екатеринбургских святых — 29 января (11 февраля)[7][8][9]
- Собор Коми святых — 29 января (11 февраля)[10]
- Собор трёх святителей — 30 января (12 февраля)[4]
- Собор новомучеников и исповедников Клинских — 4 (17) февраля (местное празднование)[11]
- Собор новомучеников и исповедников Егорьевских — 23 февраля (8 марта) (местное празднование)[12]
- Собор Сирийских отцов — 7 (20) мая[13]
- Собор преподобных отцев Молченских — 12 (25) мая (местное празднование)[14]
- Собор Старобельских святых — 14 (27) мая (празднование Украинской Православной Церкви)[15]
- Память святых отцев семи Вселенских Соборов — 18 (31) мая
- Собор новомучеников и исповедников Белгородских — 19 мая (1 июня)[16]
- Собор новомучеников и исповедников Слободского края — 19 мая (1 июня) (празднование Украинской Православной Церкви)[17]
- Собор Симбирских святых — 21 мая (3 июня)[18]
- Собор Уфимских святых — 21 мая (3 июня)
- Собор Карельских святых — 21 мая (3 июня)
- Второй Вселенский Собор — 22 мая (4 июня)
- Собор Ростово-Ярославских святых — 23 мая (5 июня)
- Первый Вселенский Собор — 29 мая (11 июня)
- Собор Иваново-Вознесенских святых — 7 (20) июня[19][20]
- Собор Рязанских святых — 10 (23) июня[21][22]
- Собор Сибирских святых — 10 (23) июня[21][22]
- Собор новомучеников и исповедников Запорожских — 13 (26) июня[23]
- Собор Дивеевских святых — 14 (27) июня[24]
- Собор Владимирских святых — 23 июня (6 июля)[25][26]
- Собор новых мучеников, при взятии Константинополя пострадавших — 27 июня (10 июля)[27]
- Собор двенадцати апостолов — 30 июня (13 июля)
- Собор Радонежских святых — 6 (19) июля
- Собор всех святых, в земле Литовской просиявших — 13 (26) июля
- Собор преподобных отцов Хилендарского монастыря — 13 (26) июля[28]
- Собор всех святых русских государей — 15 (28) июля[29]
- Собор Киевских святых — 15 (28) июля[30]
- Четвертый Вселенский Собор — 16 (29) июля
- Собор Российских чудотворцев, прославленных на Московских Соборах 1547 и 1549 годов — 16 (29) июля
- Собор Курских святых — 19 июля (1 августа)[31]
- Собор трёх русских святителей — 19 июля (1 августа)[32]
- Пятый Вселенский Собор — 25 июля (7 августа)
- Собор Болгарских просветителей — 27 июля (9 августа)[33]
- Собор Тамбовских святых — 28 июля (10 августа)
- Собор Самарских святых — 30 июля (12 августа)[34]
- Собор Соловецких святых — 9 (22) августа[35]
- Собор новомучеников и исповедников Соловецких — 10 (23) августа
- Собор преподобных отцов Киево-Печерских в Дальних пещерах почивающих — 28 августа (10 сентября)
- Собор сербских святителей — 30 августа (12 сентября)[36]
- Собор святых Сербских просветителей и учителей — 30 августа (12 сентября)
- Собор новомучеников и исповедников Екатеринославских — 31 августа (13 сентября)[37]
- Собор Винницких святых — 1 (14) сентября[38]
- Собор Воронежских святых — 4 (17) сентября[39]
- Собор святых покровителей Воронежской духовной семинарии — 4 (17) сентября[40]
- Третий Вселенский Собор — 9 (22) сентября
- Собор преподобных отцев Глинских — 9 (22) сентября[41]
- Собор Липецких святых — 10 (23) сентября
- Собор Святогорских святых — 11 (24) сентября[42]
- Собор Брянских святых — 20 сентября (3 октября)[43]
- Собор Тульских святых — 22 сентября (5 октября)
- Собор Аляскинских святых (Собор святых Аляски) — 24 сентября (4 октября)[44]
- Собор преподобных отцов Киево-Печерских в Ближних пещерах почивающих — 28 сентября (11 октября)
- Собор Полтавских святых — 29 сентября (12 октября)[45]
- Собор Молдавских святых — 1 (14) октября
- Собор Казанских святых — 4 (17) октября[46][47]
- Собор Московских святителей — 5 (18) октября[48]
- Собор Вятских святых — 8 (21) октября[49]
- Собор Волынских святых — 10 (23) октября
- Собор Оптинских старцев — 11 (24) октября
- Собор святых Киевской духовной академии — 27 октября (9 ноября)[50]
- Собор святых Бретани — 1 (14) ноября[51]
- Собор всех святых бессребренников — 2 (15) ноября
- Собор святых Отцев Поместного собора Церкви Русской 1917—1918 —  5 (18) ноября
- Собор новомучеников и исповедников Орехово-Зуевских — 6 (19) ноября[52]
- Собор новомучеников Богородских — 7 (20) ноября
- Собор Архистратига Михаила и прочих Небесных сил бесплотных  — 8 (21) ноября
- Собор святых земли Эстонской — 18 ноября (1 декабря)
- Собор новомучеников и исповедников Радонежских — 27 ноября (10 декабря)
- Собор святых новомучеников, в земле Подольской просиявших — 28 ноября (11 декабря)[53]
- Собор всех Грузинских святых — 11 (24) декабря[54]
- Собор Крымских святых — 15 (28) декабря[55]
- Собор Кольских святых — 16 (29) декабря[56]

### Переходящие праздники
до Великого поста:
- Собор святых Пермской митрополии — первое воскресенье после 11 февраля (29 января)[57]
- Собор всех преподобных — суббота сырной седмицы

в период Великого поста:
- Собор всех преподобных отцов Киево-Печерских — 2-я Неделя (воскресенье) Великого поста

- Собор всех святых в Малой России просиявших (Собор всех Украинских святых) — 2-я Неделя (воскресенье) Великого поста[58]
- Собор преподобных и преподобномучеников Зверинецких — 5-я Неделя (воскресенье) Великого поста[59]

от Пасхи до Пятидесятницы:
- Собор новомучеников Красногорских — в среду Светлой Седмицы[60]
- Собор преподобных отцев, на Богошественной Горе Синай подвизавшихся— в среду Светлой Седмицы[61]
- Собор новомучеников Богородице-Смоленского Новодевичьего монастыря — в субботу перед Неделей святых жен-мироносиц[62]
- Собор всех Фессалоникийских святых — Неделя святых жен-мироносиц[63]
- Собор новомучеников Бердянских (Бердянск.) — 4-й четверг по Пасхе[64]
- Собор Бутовских Новомучеников — 4-я суббота по Пасхе

- Собор всех Евбейских святых — 4-я Неделя (воскресенье)по Пасхе (Неделя о расслабленном)[65]

после Пятидесятницы:
- Собор всех святых — 1-я Неделя (воскресенье) по Пятидесятнице[66]
- Собор Щелковских новомучеников — в четверг первой седмицы Петрова поста[67]
- Собор всех святых, в земле Русской просиявших — 2-я Неделя (воскресенье) по Пятидесятнице[68][69][70]

- Собор всех Румынских святых — в неделю следующую за Неделей всех святых (2-я Неделя (воскресенье) по Пятидесятнице)[71]
- Собор Афонских преподобных — 2-я Неделя (воскресенье) по Пятидесятнице[72][69][70]
- Собор всех Болгарских святых— 2-я Неделя (воскресенье) по Пятидесятнице[73]
- Собор святых Иберийского полуострова (Исп.) — 2-я Неделя (воскресенье) по Пятидесятнице[64]
- Собор Американских святых (Собор Североамериканских святых) — 2-я Неделя (воскресенье) по Пятидесятнице[44]
- Собор Польских святых (Польск.) — 3-я Неделя (воскресенье) по Пятидесятнице[64]
- Собор Британских и Ирландских святых — 3-я Неделя (воскресенье) по Пятидесятнице[74]
- Собор Вологодских святых — 3-я Неделя (воскресенье) по Пятидесятнице[75][76]
- Собор Галицких святых — 3-я Неделя (воскресенье) по Пятидесятнице[77]
- Собор Новгородских святых — 3-я Неделя (воскресенье) по Пятидесятнице[75][76]
- Собор Белорусских святых — 3-я Неделя (воскресенье) по Пятидесятнице[75][76]
- Собор Одесских святых — 3-я Неделя (воскресенье) по Пятидесятнице[78]
- Собор Псковских святых — 3-я Неделя (воскресенье) по Пятидесятнице[75][76]
- Собор Санкт-Петербургских святых — 3-я Неделя (воскресенье) по Пятидесятнице[75][76]
- Собор Псково-Печерских святых — 4-я Неделя (воскресенье) по Пятидесятнице[79][80]
- Память святых отцев шести Вселенских Соборов — 10-я Неделя (воскресенье) по Пятидесятнице[81]

не привязанные к Пасхе:
- Собор новомучеников и исповедников Церкви Русской — 25 января (по старому стилю), если дата приходится на воскресный день; в предшествующий воскресный день, если 25 января (по старому стилю) — понедельник, вторник или среда; в последующий воскресный день, если 25 января (по старому стилю) приходится четверг, пятницу или субботу[82][прим. 2].
- Собор Карпаторусских святых — 1-я Неделя (воскресенье) после 11 (24) мая[83]
- Собор мучеников Холмских и Подляшских — первое воскресенье после 19 мая (1 июня)[84][85]

- Собор Черниговских святых — первая суббота после 29 июня (12 июля), праздника святых апостолов Петра и Павла[86]
- Собор Тверских святых — первое воскресенье после 29 июня (12 июля), праздника святых апостолов Петра и Павла
- Собор Смоленских святых — в неделю перед праздником Смоленской иконы Божией Матери 28 июля (10 августа)
- Собор Валаамских святых — в первое воскресенье после 6 августа (по ст. стилю)[87]
- Собор Кемеровских святых (Собор Кузбасских святых) — последнее воскресенье августа

- Собор новомучеников и исповедников Шатурских — первая суббота сентября[88]
- Собор Московских святых — в воскресенье перед 26 августа (по ст. стилю), то есть в первое воскресенье сентября

- Собор святых, в земле Саратовской просиявших — в ближайший воскресный день к 31 августа (13 сентября)[89]
- Собор Нижегородских святых — во вторую неделю сентября[90]
- Собор новомучеников и исповедников Казахстанских и Алма-Атинских — в первое воскресенье после 3 (16) сентября[91]
- Собор Алтайских святых — в первое воскресенье после 7 (20) сентября[92]
- Собор Кипрских святых — в первую неделю после 17 сентября (1 октября)[93]
- Собор новомучеников и исповедников Бронницких — в первую субботу октября[94]
- Собор Казанских святителей — в первую неделю после 4 (17) октября[95]
- Седьмой Вселенский Собор — во второе воскресенье октября

## Соборный праздник
Иногда также употребляется название «соборный праздник», охватывающее как первую, так и вторую группы праздников, указанных в определении, включая и такие праздники, которые не содержат слова «Собор» в названии (например, Память святых отцов шести Вселенских соборов, Сорок Севастийских мучеников, 15 тысяч Писидийских мучеников — см.: Группы святых).
- 10 дев мучениц в Никомидии — 31 декабря (13 января)
- 10 мучеников Финикийских — 16 (29) март
- 10 преподобных отцев Египетских — 8 (21) августа
- 1000 мучеников — 18 (31) августа
- 1000 мучеников при Савории — 8 (21) марта
- 1000 мучеников Саворийских — 1 (14) марта
- 10000 мучеников — 13 (26) июня
- 10000 мучеников Антиохийских — 1 (14) июня
- 10000 мучеников Никомидийских — 18 (31) марта
- 100000 Тбилисских мучеников, от монгол пострадавшие — 31 октября (13 ноября)
- 1003 мученика Никомидийских — 7 (20) февраля
- 12 греков строителей Успенской церкви Киево-Печерской Лавры — 14 (27) февраля
- 12 дев мучениц (повешенных) — 31 октября (13 ноября)
- 12 мучеников воинов Критских — 12 (25) августа
- 12 Римских мучеников — 31 июля (13 августа)
- 120 персидских мучеников — 6 (19) апреля
- 15 мучеников, на корабле сожженных — 27 сентября (10 октября)
- 150 мучеников риторов (с вмц. Екатериной пострадавших) — 25 ноября (8 декабря)
- 15000 Писидийских мучеников — 16 (29) июля
- 153 Фракийских мученика — 27 июля (9 августа)
- 16 Фивейских мучеников — 30 августа (12 сентября)
- 17 Сирийских мучеников — 17 февраля (2 марта)
- 2 девы мученицы (от меча скончавшиеся) — 15 (28) сентября
- 2 мученика (во Фракии камнями раздавленных) — 25 октября (7 ноября)
- 2 мученика отрока (огнем сожженные) — 23 октября (5 ноября)
- 2 мученика отрока распятые — 28 июня (11 июля)
- 2 мчч. Парийские — 23 января (5 февраля)
- 2 мчч. Фригийские — 26 января (8 февраля)
- 2 подвижника в пустыне — 20 июня (13 июля)
- 2 преподобномученика (от Авенира царя живосожженных) — 25 ноября (8 декабря)
- 2 Тирских мученика — 8 (21) августа
- 200 мучеников (мечем усеченных) — 10 (23) октября
- 2000 мучеников усеченных — 1 (14) июля
- 20000 мчч. Формийских — 2 (15) июня
- 222 китайских новомучеников убиенных при Боксерском восстании в 1900 г. — 11 (24) июня (Русская Православная Церковь Заграницей)
- 25 мучеников Никомидийских — 1 (14) июля
- 26 Зографских преподобномучеников — 10 (23) октября
- 27 мучеников, в огне пострадавших — 3 (16) мая
- 28 мучеников — 3 (16) ноября
- 3 мученика Мелитинских — 31 октября (13 ноября)
- 3 мученика Мелитинских (по камням влачимых) — 21 июля (3 августа)
- 3 преподобные жены, в горе пустынной обретенные — 10 (23) октября
- 300 мучеников — 18 (31) августа
- 33 Ираклийских мученика — 28 августа (10 сентября)
- 33 Палестинских мученика — 12 (25) августа
- 33-х Палестинских мученика — 16 (29) августа
- 34 преподобномученика Валаамских — 20 февраля (5 марта)
- 366 Никомидийсих мучеников — 31 августа (13 сентября)
- 38 мучеников усеченных мечом при Юлиане Отступнике — 31 марта (13 апреля)
- 4 мученика из Пергии Памфилийской — 31 августа (13 сентября)
- 4 преподобных отца пустынника — 18 (31) августа
- 40 мучеников римлян — 16 (29) июня
- 40 отроков (мечем убиенных) — 18 октября (1 ноября)
- 440 Италийских мучеников — 2 (15) марта
- 5 мучеников в Никомидии — 16 (29) июня
- 6 Египетских мучеников — 28 февраля (13 марта)
- 6 Мелитинских мучеников — 30 августа (12 сентября)
- 6 мучеников (мечем усеченные) — 21 сентября (4 октября)
- 6 мучеников в Визии — 10 (23) августа
- 6 мучеников Фригийских — 7 (20) февраля
- 6 мч. в пустыне — 15 (28) января
- 6 учеников прп. Афанасия Афонского — 5 (18) июля
- 60 мучеников паломников Иерусалимских — 21 октября (3 ноября)
- 670 мучеников — 25 ноября (8 декабря)
- 7 Мучеников Карфагенских — 23 июля (5 августа)
- 7 мучениц дев Газских — 31 августа (13 сентября)
- 70 мучеников (мечем усеченных) — 12 (25) октября
- 70 мучеников в Скифополе, мечем убиенных — 28 июня (11 июля)
- 8 мчч. Никейских — 12 (25) января
- 8 преподобных отцев пустынников — 25 апреля (8 мая)
- 9 мучеников — 3 (16) ноября
- 99 преподобных отцев Критских — 7 (20) октября
- Воины Римские — 21 февраля (6 марта)
- Двух преподобномучениц и 1000 мучеников (мечем усеченные) — 30 сентября (13 октября)
- З мученика в Галатии — 28 июня (11 июля)
- Мученики 14000 младенцев, от Ирода в Вифлееме избиенные — 29 декабря (11 января)
- Мученики 20000, в Никомидии в церкви сожженные 28 декабря (10 января)
- Мученики 3628 в Никомидии пострадавшие. — 2 (15) сентября
- Мученики 62 иерея и 300 мирян, в Африке от ариан пострадавшие — 8 (21) декабря
- Мученики воины стражи — 8 (21) мая
- Мученики Квабтахевские — 10 (23) апреля
- Мученики муж и жена — 29 мая (11 июня)
- Мученики муж и жена с двумя чадами (в огне пострадавшие) — 29 июля (11 августа)
- Мученики от болгар пострадавших — 23 июля (5 августа)
- Мученики Персидские в Мартирополе — 16 февраля (1 марта)
- Мученики Халкидонские — 24 апреля (7 мая)
- Мученики, в долине Ферейдан от персов пострадавшие — Вознесение Господне
- Мученицы 12 жен синклитик — 8 (21) июля
- Мученицы три девы Хиосские — 9 (22) июня
- Мцц. 5 дев, иже в Лесбосе — 5 (18) апреля
- Мцц. матерь и дочь — 28 января (10 февраля)
- Мчч. 2 в Аскалоне — 6 (19) апреля
- Мчч. 2 воина Фракийские — 15 (28) февраля
- Мчч. 38 — 2 (15) июня
- Мчч. 4 в Гире — 21 января (3 февраля)
- Мчч. 6 (деда, бабы, отца, матери и двоих детей) — 9 (22) марта
- Мчч. 9 в огне — 12 (25) марта
- Мчч. матерь и 3 детей — 2 (15) июня
- Мчч. отец и сын распятые — 13 (26) февраля
- Мчч. погубленные воинами — 12 (25) марта
- Обретение мощей святых мучеников во Евгении — 22 февраля (7 марта)
- Память преподобных отцев в Синае и Раифе избиенных — 14 (27) января
- Преподобномученики 17 монахов в Индии — 27 ноября (10 декабря)
- Преподобномученики Афонские (Карейские) — 5 (18) декабря
- Преподобномученики монахи Иверские, Афонские — 13 (26) мая
- Преподобномученики отцы Давидо-Гареджийские — во вторник Светлой Седмицы
- Преподобные отцы, в Лавре святого Саввы избиенные — 16 (29) мая
- Преподобные пустынники египетские, огнем и дымом уморенные — 10 (23) июля
- Пять мучеников Аскалонских — 31 мая (13 июня)
- Сорок мучеников, в Севастийском озере мучившиеся. — 9 (22) августа и 9 (22) марта
- Сорок пять мучеников Никопольских — 10 (23) июля
- Триста мучеников, в горах Дудиквати и Папати пострадавшие — 29 апреля (12 мая)
- 23 новомученика Минской епархии — 15 (28) октября[97]
- 6000 мчч. Давидо-Гареджийской пустыни (Груз.) — во вторник Светлой Седмицы[97]
- Свв. отцы и матери Аджарские (Груз.) — Пятидесятница, День Святой Троицы[97]
- 179 прмчч. во обители Пантократор в Дау-Пендели (Греч.) — 8-я Неделя (воскресенье) по Пасхе[64]
- Память всех новомучеников турецкого ига (Греч.) — 3-я Неделя (воскресенье) по Пятидесятнице[64]
- Новомученики Малоазийской катастрофы (Греч.) — Неделя перед Крестовоздвижением (14 (27) сентября)[98]

## Комментарии
1. ↑  Строго говоря, термин «переходящие праздники» в словарях толкуется как «праздники Пасхального круга».
2. ↑  
  - Первоначально (определением Архиерейского Собора 1992 года) было установлено иные название и правило выбора даты: Собор новомучеников и исповедников Российских праздновался 25 января (7 февраля), если этот день совпадал с воскресным днём, а если не совпадал — то в ближайшее воскресенье после 25 января (7 февраля).
  - Архиерейский Собор 2013 года, вследствие отличия отечественной практики от практики Русской Зарубежной Церкви, ввёл нынешнее правило относительно времени празднования.
  - Прежнее название заменено нынешним (Собор новомучеников и исповедников Церкви Русской) 29 мая 2013 года Священным Синодом Русской Православной Церкви.